# 統一時代百貨
統一時代百貨（とういつじだいひゃっか、英: Uni-President Department Store）は、台北市や高雄市にある百貨店である。

## 歴史・概要
2001年2月21日に台湾の大手食品メーカーで大手流通グループでもある統一企業グループと髙島屋が合弁契約書に調印し、10月8日に同グループの統一超商との合弁で資本金10億元を折半出資して統一高島屋百華股分有限公司を設立し、台北市信義地区に統一企業グループが建設する統一国際タワーの地上6階から地下2階に店舗面積は約25,000m2の1号店を出店する計画が進められたが実現しなかった（その後、出店予定地には後述する誠品書店が出店した）。
そのため、2006年3月に統一企業グループは今度は阪急百貨店(現在の阪急阪神百貨店)が百貨店の運営に関して業務提携したのが始まりである。
2007年5月12日に台湾第二の都市である高雄市に完成した当時台湾最大のショッピングセンターだった統一夢時代の核店舗として統一阪急百貨高雄店を開店して営業を開始した。
2010年10月7日には台湾の首都で最大の都市である台北市に2号店を開店し、統一企業グループの事業展開のスピードの速さと阪急百貨店の店舗運営のノウハウを生かして急速に成長を遂げている。
なお、2006年3月の提携開始当時から現在まで阪急阪神百貨店(当初は阪急百貨店)側は出資を全くしていない純粋な業務提携となっているため阪急阪神百貨店の出資比率は0%である。
2016年2月17日、阪急阪神百貨店との業務提携を解除し、名称を「統一時代百貨」に変更すると発表した。3月3日、新名称での営業を開始。
2023年6月28日、同年末で統一国際タワーの賃貸借期限を迎える誠品書店信義旗艦店との契約を更新せず、跡地に直営のショッピングモール「Dream Plaza」を2025年にオープンすることを発表する。

## 店舗

### 台北店
台湾一の超高層ビルとして有名な台北101に近い台北市中心部の信義区の捷運板南線市政府駅に直結したホテル（Wホテル）やバスターミナル（市府転運站）なども併設した31階建ての大型複合施設の地下2階から地上7階までのフロアに約26,000m2の売場面積を持つ百貨店である。
阪急阪神百貨店が店長経験者ら4人を派遣して開店準備を支援し、2010年10月7日に開業した。
地下1階にユニクロの台湾1号店が入居し、台湾進出の橋頭堡としている。
また、地下鉄駅に直結している立地を考慮してフードコートの営業は早朝から行われている。

### 高雄店
2007年5月12日に台湾第二の都市である高雄市に完成した当時台湾最大のショッピングセンターだった統一夢時代の核店舗としてを開店した。
阪急百貨店(現在の阪急阪神百貨店)と統一企業グループの業務提携による統一阪急百貨の1号店として、日本では一般的に3年掛かるとされる新店舗を業務提携からわずか1年ちょっとの短期間で開業に漕ぎ着けるなど統一企業グループの業務展開の速さが象徴的に表れた店舗でもある。
また、当店が開店した影響で太平洋そごう高雄店の売上が約10%ダウンするなどライバルにも大きな影響を与えている。